# Dalmatovo
Dalmatovo (Russisch: Далматово) is een stad in de Russische oblast Koergan, gelegen aan de instroom van de rivier de Tetsja in de Iset (zijrivier van de Tobol, stroomgebied van de Ob) op 192 kilometer ten noordwesten van Koergan in het centrale deel van de Trans-Oeralregio. Het is het bestuurlijk centrum van het district Dalmatovski. De stad ligt aan de spoorlijn tussen Jekaterinenburg en Koergan.

## Geschiedenis

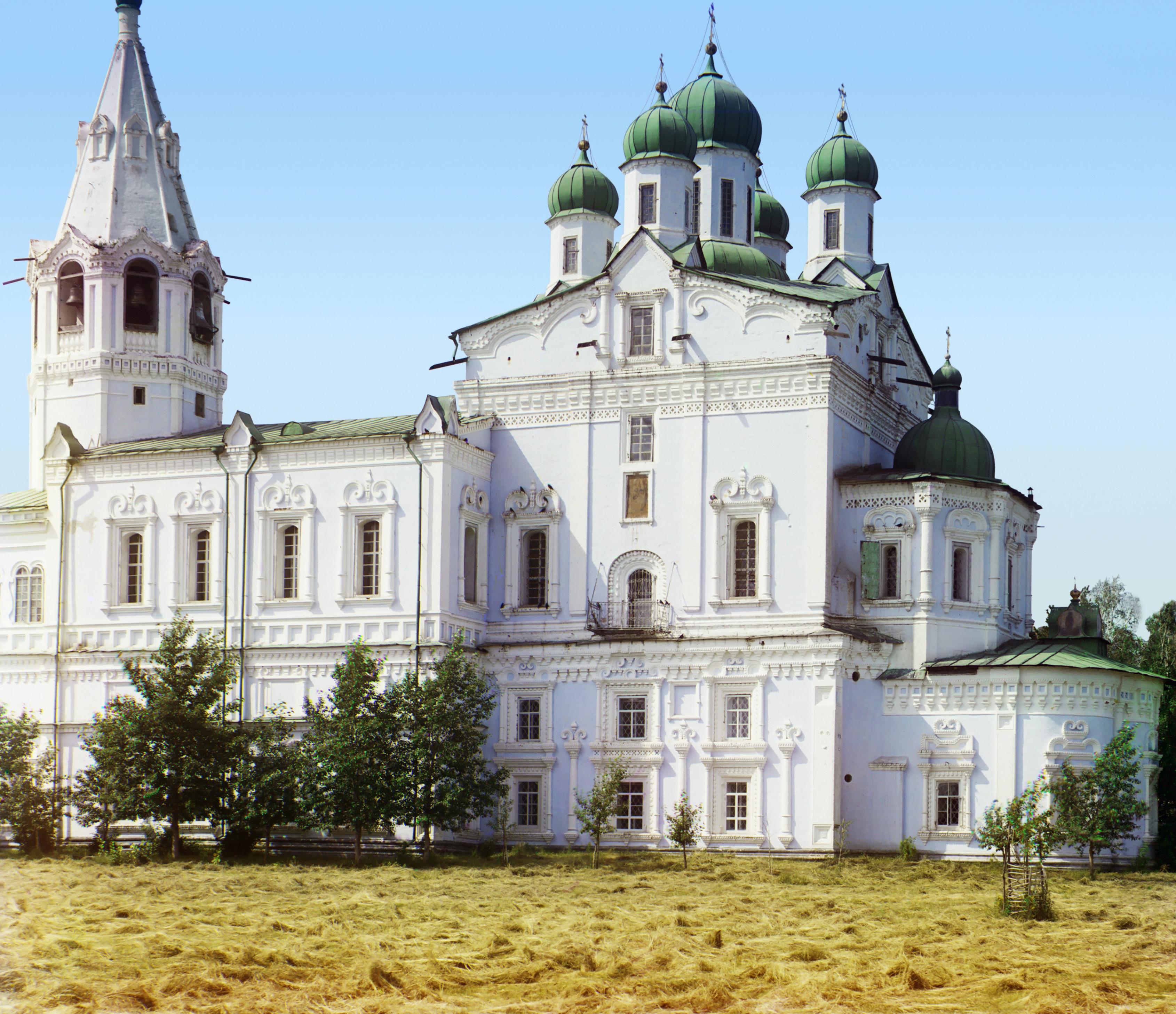
Kathedraal van de Ontslapenis van de Moeder Gods (Prokoedin-Gorski, 1912)

Iets voor 1644 werd een nederzetting gesticht op de plaats van het huidige Dalmatovo, die echter kort daarop werd platgebrand door Devlet Giray. In 1644 werd daarop het Dalmat-mariahemelvaartklooster voor mannen werd opgericht door monnik Dalmat. Zeven jaar later ontstond een sloboda, die in 1691 (als selo) de naam Nikolajevskoje kreeg.
Begin 18e eeuw was Dalmatovo een van de eerste Russische centra voor orthodoxie, taalverbreiding en Russische cultuur van de Trans-Oeral. Daarnaast trokken ook veel oudgelovigen naar de plaats. In 1781 kreeg de plaats de status van stad en werd hernoemd naar Dalmatovo ter ere van monnik Dalmat. In 1797 werden de oejezden vergroot en moest Dalmatovo haar oejezd opgeven en daarmee ook haar status als stad. In de 19e eeuw groeide Dalmatovo uit tot een belangrijk centrum voor de teelt van komkommers en de verkoop van in het bos verzamelde wilde hop.
In oktober 1913 werd een zijtak van de Trans-Siberische spoorlijn van Bogdanovitsj via Kamensk-Oeralski (station Sinarskaja) naar Sjadrinsk aangelegd door de plaats. Deze zijtak werd later uitgebouwd tot een directe verbinding tussen Jekaterinenburg en Koergan. In het begin van de jaren 40 werd Dalmatovo geïndustrialiseerd en in 1947 herkreeg Dalmatovo haar status als stad.

## Economie
In Dalmatovo bevinden zich fabrieken voor de machinebouw, lichte industrie (tappijten en meubels) en de voedingsmiddelenindustrie. In de omgeving wordt graan verbouwd en bevinden zich veehouderijen.

## Demografie
| 1959   | 1970   | 1979   | 1989   | 2002   |
| ------ | ------ | ------ | ------ | ------ |
| 11.000 | 12.600 | 15.300 | 17.494 | 14.972 |

## Cultuur en bezienswaardigheden
In Dalmatovo bevindt zich een geschiedenismuseum, dat is vernoemd naar onderzoeker Aleksandr Zyrjanov (1830 - 1884), die hier in de buurt werd geboren en stierf in Dalmatovo.
Het Dalmat-klooster werd gesloten in de Sovjettijd en raakte over de jaren sterk vervallen door achterstallig onderhoud. Sinds de val van het communisme is het klooster weer in gebruik. Delen van het klooster zoals de kloostermuur werden gebouwd in het begin van de 18e eeuw en zijn nu gerestaureerd.
Bestuurlijk centrum: Koergan

Dalmatovo · Katajsk · Koertamysj · Makoesjino · Petoechovo · Sjadrinsk · Sjoemicha · Sjtsjoetsje